# El Hadji Babacar Gaye
El Hadji Babacar Gaye, né le 26 avril 1948 à Kaffrine au Sénégal et décède le 28 janvier 2015 à Val-de-Marne en France, est un homme politique sénégalais et maire de la commune de Kaffrine de 2002 à 2009.

## Biographie

### Origines et jeunesse
El Hadji Babacar Gaye est originaire de Diokoul Mbelbouk, un village situé dans le département de Kaffrine, devenu par la suite une commune. À l’âge de six ans, il quitte son village natal pour s’installer à Kaffrine, où il poursuit d’abord des études coraniques auprès de son oncle, Adama Gaye, avant d’intégrer l’école française. Il est alors accueilli par son grand-père paternel avec qui il partage une case pendant six ans, jusqu’au décès de ce dernier. Cette période de sa jeunesse, marquée par une cohabitation intergénérationnelle, joue un rôle déterminant dans sa formation personnelle.

#### Formation
C’est principalement grâce à l’appui d’un proche qu’il a pu fréquenter l’école française. À la maison, il bénéficiait également du soutien de ses tantes paternelles et des coépouses de celles-ci. Il a pu surmonter l’absence de sa mère, qu’il ne retrouvait que durant les grandes vacances. Ces périodes estivales étaient l’occasion de retrouver ses amis à Diokoul et de participer aux activités habituelles des jeunes de son âge en autre travailler aux champs, courir dans la nature, marauder, chasser, assister aux séances de lutte traditionnelle ou encore fabriquer des jouets artisanaux.
Il réussit l’examen d’entrée en sixième à l’âge de 13 ans. Toutefois, en raison d’un manque d’information concernant ses résultats et son orientation au lycée Charles de Gaulle de Saint-Louis, il reprend le CM2 jusqu’aux vacances de Noël. Ce n’est que le 3 janvier 1969 qu’il intègre finalement la classe de sixième. Après un seul trimestre de cours, une grève générale interrompit l’année scolaire. À la rentrée d’octobre, un examen de passage permit aux élèves de passer en classe de cinquième. Il passe et réussit le baccalauréat A4 en tant que candidat libre, alors qu'il était en classe de première D.
Il entame des études en histoire et géographie, qu’il abandonne rapidement, peu attiré par la perspective d'une carrière dans l’enseignement. Malgré ce désintérêt initial, il se résout, sous l'insistance de son frère aîné, à passer le concours d’entrée au Centre de formation du personnel scolaire (CFPS), après un bref passage à l’Office national de coopération et d’assistance pour le développement (ONCAD) de Kaolack. L’objectif était alors d’obtenir un emploi stable.
Admis au CFPS, il suit une formation d’un an à Thiès. À l’issue de celle-ci, muni de son certificat de fin d’études normales, il est affecté comme instituteur à Gandiaye, où il obtient par la suite son Certificat d’aptitude pédagogique (CAP). La semaine suivant sa réussite, il est affecté par l’inspecteur à Ngothie, un petit village où un maître manquait pour encadrer les élèves de cours préparatoire.
À la fin de l’année scolaire, il est muté à Dakar, à l’école Gibraltar, où il exerce de 1981 à 1986. Il passe ensuite le concours d’entrée du Centre de formation du personnel administratif (CFPA), devenu, avec sa promotion, le cycle B de l’École nationale d’administration et de magistrature (ENAM). Il en sort major de la 22ᵉ promotion, toutes sections confondues, et obtient le grade de contrôleur économique.

## Parcours politique

### Mandat de maire
El Hadji Babacar Gaye devient maire de la commune de Kaffrine en 2002, succédant à Thierno Birahim Ndao, et occupe ce poste jusqu’en 2009. Durant son mandat, il est affilié au Parti démocratique sénégalais (PDS), principal parti d’opposition à l’échelle nationale à l’époque.

#### Engagement et actions
Durant son mandat à la tête de la commune de Kaffrine de 2002 à 2009, il s’est investi dans la gestion municipale sous la bannière du Parti démocratique sénégalais (PDS). Par la suite, il occupe la fonction de président du Conseil régional de Kaffrine. En août 2010, il fait le choix de démissionner de son poste de ministre d’État chargé des Affaires politiques afin de conserver la présidence du conseil régional, mettant en avant sa volonté de se concentrer sur les enjeux de développement territorial.

## Vie politique après 2009
Après avoir perdu les élections locales de 2009 face à Abdoulaye Vilane, Babacar Gaye reste actif dans le milieu politique local, notamment sous la bannière Benno Bokk Yaakaar. 

## Décès
El Hadji Babacar Gaye décède en janvier 2015, à l’âge de 67 ans, après une longue maladie. Des hommages sincères lui sont rendus dans sa ville natale de Kaffrine, où il est inhumé.

## Hommage
En août 2022, la mairie de Kaffrine inaugure un stade municipal portant son nom, le Stade El Hadji Babacar Gaye, réhabilité pour un montant de 475 millions de francs CFA, une initiative saluée comme un hommage posthume à son rôle dans la commune,.